# 新潟県道468号大潟上越線

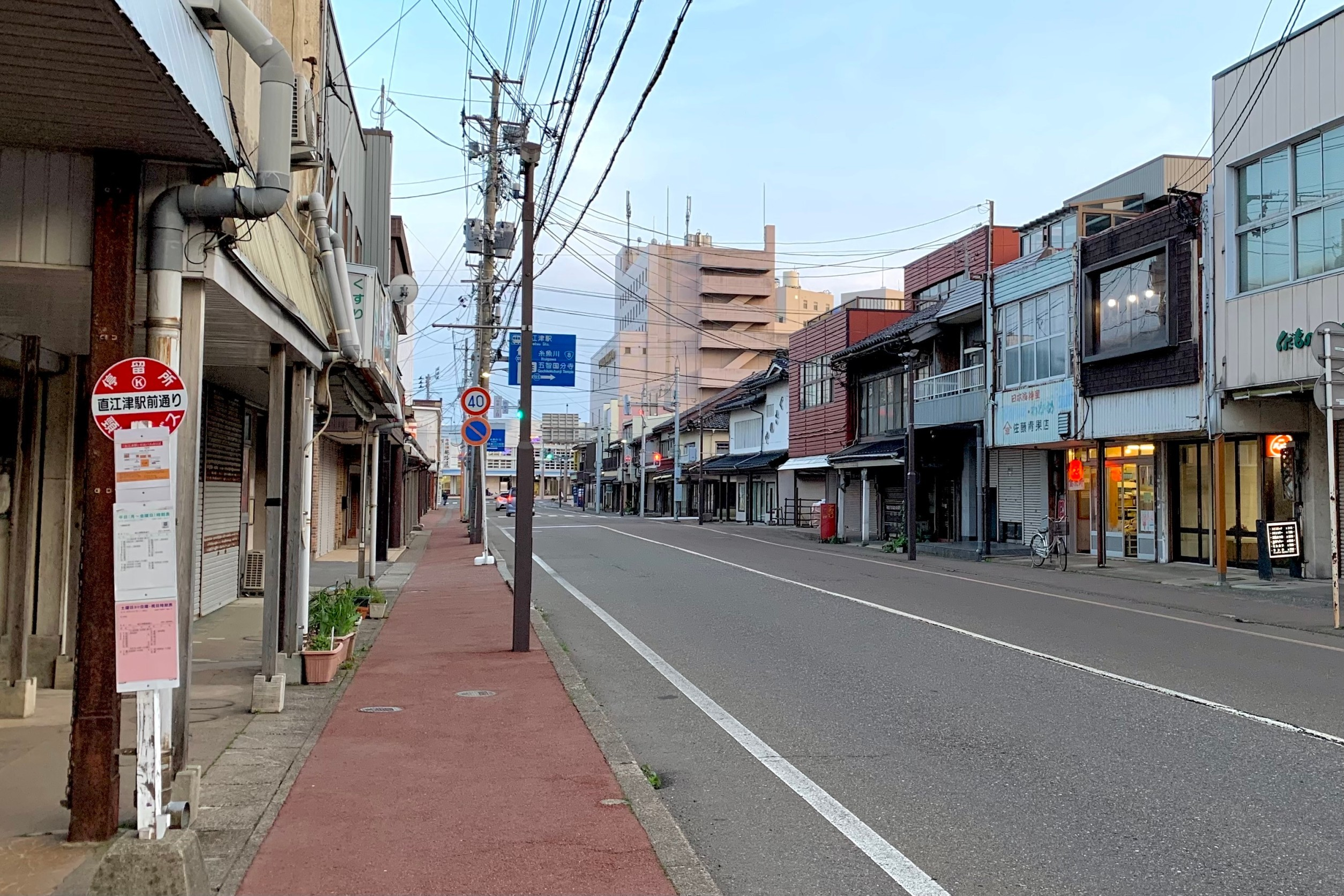
直江津駅前商店街の雁木通り（2021年9月）

新潟県道468号大潟上越線（にいがたけんどう468ごう おおがたじょうえつせん）は、新潟県上越市大潟区から同市直江津地区に至る一般県道。

## 概要

### 路線データ
- 陸上距離：
- 起点：新潟県上越市大潟区犀潟字五番割（犀潟駅入口丁字路＝新潟県道129号犀潟柿崎線交点）
- 終点：新潟県上越市大字虫生岩戸字踊浜（郷津交差点＝国道8号交点）

上越市大潟区から柿崎区に至る新潟県道129号犀潟柿崎線と共に、上越市北部の海岸沿いの各地区と、上越市直江津地区の中心部とを連絡する一般県道。かつての国道8号にあたる。
直江津市街などの一部区間は片側1車線であるが、海岸沿いの旧集落を経由する区間は、大型車両同士の行き違いが困難な、狭隘な単車線区間が長く続く。なお、この区間は直江津駅から佐渡汽船直江津港ターミナルや鵜の浜温泉などを経由して、柿崎駅近くの柿崎バスターミナルとを結ぶ頸城自動車の路線バス（浜線、系統番号1・3）の運行ルートにもなっている。

## 路線状況

### 重複区間
- 新潟県道488号三ツ屋中央線（直江津南小学校前交差点 - 中央一丁目交差点）
- 新潟県道123号直江津停車場線（中央一丁目交差点 - 西本町三丁目交差点）

### 道路施設
- 荒川橋

## 地理

### 通過する自治体
- 新潟県
  - 上越市

### 交差する道路
- 新潟県道129号犀潟柿崎線（大潟区犀潟地内）
- 新潟県道122号黒井停車場線（黒井地内）
- 新潟県道216号大瀁直江津線（川原町地内）
- 新潟県道488号三ツ屋中央線（直江津南小学校前交差点 -(重複)- 中央一丁目交差点）
- 新潟県道123号直江津停車場線（中央一丁目交差点 - 西本町三丁目交差点）
- 新潟県道185号春日山城直江津線（五智二丁目交差点）
- 国道8号（郷津交差点）